# Pallavolo ai Giochi della XXX Olimpiade - Qualificazioni al torneo femminile (CSV)
Le qualificazioni sudamericane di pallavolo femminile ai Giochi della XXX Olimpiade si sono svolte dal 9 al 13 maggio 2012 a São Carlos, in Brasile. Al torneo hanno partecipato 7 squadre nazionali sudamericane e la vittoria finale è andata al Brasile, che si è qualificata ai Giochi della XXX Olimpiade.

## Squadre partecipanti
- Argentina
- Brasile
- Cile
- Colombia
- Perù
- Uruguay
- Venezuela

## Gironi
Dopo la prima fase, le prime due classificate di ogni girone hanno acceduto alle semifinali per il primo posto.
| Girone A                 | Girone B                      |
| ------------------------ | ----------------------------- |
| Brasile Colombia Uruguay | Argentina Cile Perù Venezuela |

## Fase finale

### Finali 1º e 3º posto
|  | Semifinali | Semifinali | Semifinali |         |      | Finale 1º/2º posto | Finale 1º/2º posto | Finale 1º/2º posto |  |
|  |            |            |            |         |      |                    |                    |                    |  |
|  | Perù       | Perù       | 3          |         |      |                    |                    |                    |  |
|  | Perù       | Perù       | 3          |         |      |                    |                    |                    |  |
|  | Colombia   | Colombia   | 2          |         |      |                    |                    |                    |  |
|  | Colombia   | Colombia   | 2          |         | Perù | Perù               | 0                  |                    |  |
|  |            |            |            |         | Perù | Perù               | 0                  |                    |  |
|  |            |            | Brasile    | Brasile | 3    |                    |                    |                    |  |
|  | Brasile    | Brasile    | Brasile    | Brasile | 3    | 3                  |                    |                    |  |
|  | Brasile    | Brasile    |            |         |      | 3                  |                    |                    |  |
|  | Venezuela  | Venezuela  | 0          |         |      | Finale 3º/4º posto | Finale 3º/4º posto | Finale 3º/4º posto |  |
|  | Venezuela  | Venezuela  | 0          |         |      |                    |                    |                    |  |
|  |            |            |            |         |      |                    |                    |                    |  |
|  |            |            |            |         |      | Colombia           | Colombia           | 2                  |  |
|  |            |            |            |         |      | Colombia           | Colombia           | 2                  |  |
|  |            |            |            |         |      | Venezuela          | Venezuela          | 3                  |  |

## Classifica finale
| Classifica | Squadre   | Qualificazione             |
| ---------- | --------- | -------------------------- |
| 1          | Brasile   | Giochi della XXX Olimpiade |
| 2          | Perù      |                            |
| 3          | Colombia  |                            |
| 4          | Venezuela |                            |
| 5          | Argentina |                            |
| 5          | Uruguay   |                            |
| 7          | Cile      |                            |